# Hurra Torpedo
Hurra Torpedo je norská hudební skupina, která je charakteristická tím, že hraje, spolu s tradičními nástroji, na domácí spotřebiče. Vznikla v roce 1993 a hraje dodnes se stále větší popularitou. Vydala zatím 4 alba (1 vinylová deska, 1 kazeta a 2 CD). Hraje alternativní rock a zpěváci zpívají záměrně falešně.[zdroj?]

## Členové
- Egil Hegerberg – basová kytara, kytara, zpěv
- Kristopher Schau – perkuse, doprovodný zpěv
- Aslag Guttormsgaard – perkuse, kytara, zpěv